# Jeux d'Asie du Sud-Est de 2003
Navigation
Édition précédente Édition suivante
La 22e édition des Jeux d'Asie du Sud-Est s'est tenue du 5 au 13 décembre 2003 à Hô-Chi-Minh-Ville et Hanoï. C'est la première fois que les Jeux sont organisés au Viêt Nam. La compétition a réuni plus de 5000 athlètes qui se sont affrontés dans 31 sports. Le Timor oriental, indépendant depuis 2002, participe pour la première fois.

## Pays participants
La compétition a réuni des athlètes provenant de onze pays d'Asie du Sud-Est. Indépendant depuis un an, le Timor oriental participe pour la première fois. C'est le seul pays à ne décrocher aucune médaille, une première dans l'histoire des Jeux d'Asie du Sud-Est. Le Viêt Nam, pays organisateur, termine largement en tête du tableau des médailles.
| Rang | Nation         | Or  | Argent | Bronze | Total |
| ---- | -------------- | --- | ------ | ------ | ----- |
| 1    | Vietnam        | 158 | 97     | 91     | 346   |
| 2    | Thaïlande      | 90  | 93     | 98     | 281   |
| 3    | Indonésie      | 55  | 68     | 98     | 221   |
| 4    | Philippines    | 49  | 55     | 75     | 179   |
| 5    | Malaisie       | 43  | 42     | 59     | 144   |
| 6    | Singapour      | 30  | 33     | 50     | 113   |
| 7    | Birmanie       | 16  | 43     | 50     | 109   |
| 8    | Laos           | 1   | 5      | 15     | 21    |
| 9    | Cambodge       | 1   | 5      | 11     | 17    |
| 10   | Brunei         | 1   | 1      | 8      | 10    |
| 11   | Timor oriental | 0   | 0      | 0      | 0     |

## Sports représentés
31 sports sont représentés :
- Athlétisme
- Aviron
- Badminton
- Basket-ball
- Bateau-dragon
- Boxe
- Billard
- Canoë-kayak
- Culturisme
- Cyclisme
- Dacau
- Échecs
- Escrime
- Football
- Gymnastique
- Handball
- Judo
- Karaté
- Lutte
- Natation
- Pencak Silat
- Pétanque
- Powerlifting
- Sepak Takraw
- Taekwondo
- Tennis
- Tennis de table
- Tir à l'arc
- Tir sportif
- Volley-ball
- Wushu